# Oświata w Danii
Oświata w Danii – system oświatowy w Danii jest jednolity i zarządzany przez Ministra Edukacji, którego zadaniem jest ustalanie głównych założeń programowych, kierowanie szkoleniem kadry pedagogicznej, a także kształcenie ustawiczne. Władze lokalne natomiast kontrolują szkoły. Przedszkola podlegają w dużej mierze pod Ministerstwo Spraw Socjalnych.

## System szkolnictwa
Przedszkole – jest nieobowiązkowe, czteroletnie, przeznaczone dla dzieci w wieku od 3 do 7 roku życia. Dzieci 5–7 letnie są przygotowywane do podjęcia nauki w szkole podstawowej, w najstarszych grupach w przedszkolu lub klasach wstępnych.
Szkoła podstawowa (folkeskole) – trwa dziewięć lat, jest bezpłatna i jednolita. Do klasy VII uczniowie oceniani są opisowo, a od klasy VIII w skali od -3 do 12 (właściwie to siedem stopni: -3; 00; 02; 4; 7; 10; 12), z przedmiotów które będą zdawać na egzaminie końcowym. Szkoła podstawowa kończy się nieobowiązkowym egzaminem, po którym dzieci mogą kontynuować naukę w klasie dziesiątej lub podjąć naukę w szkole średniej.
W Danii nie ma obowiązku szkolnego jako takiego, jest jednak obowiązek nauczania (tzn. rodzice mogą, w zgodzie z odpowiednimi przepisami Lov om folkeskolen nauczać dziecko sami).
Szkoła średnia – po dziewięcioletniej szkole podstawowej uczniowie mogą wybrać naukę w:
- gimnazjum – trzyletnim, ogólnokształcącym lub
- szkole zawodowej – przygotowującej do podjęcia pracy.

Uczniowie mają możliwość wybrania dodatkowej dziesiątej klasy która kończy się, tak jak w przypadku klasy 9. w szkole podstawowej, egzaminami. Dzięki temu mają szanse uzyskać lepsze oceny oraz większe szanse na dostanie się do wybranej szkoły średniej (gimnazjum/technikum).
Na zakończenie szkoły średniej uczniowie zobowiązani są zdać egzamin umożliwiający im kontynuację nauki na studiach wyższych.
Szkolnictwo wyższe dzieli się na:
- uniwersytety,
- kolegia, które ukierunkowane są zawodowo, z krótkim (1–3 letnim) lub długim (3–4 letnim) cyklem kształcenia.

Studia uniwersyteckie składają się z trzech etapów:
- trzyletni – na stopień bachelor;
- dwuletni – na stopień magistra (duń. kandidat);
- trzyletni – doktorski z publiczną obroną (duń. PhD).

Dodatkowo w Danii istnieje tytuł naukowy doktor (duń.), który jest w przybliżeniu odpowiednikiem polskiego tytułu doktor habilitowany.
Studia są bezpłatne. Na większości uniwersytetów uczelnie same decydują o liczbie przyjmowanych studentów.